# پیترزبرگ (داکوتای شمالی)
پیترزبرگ(به انگلیسی: Petersburg) شهری در ایالت داکوتای شمالی کشور ایالات متحده آمریکا است که جمعیت آن در سرشماری سال ۲۰۱۰ میلادی، ۱۹۲ نفر بوده‌است.